# Сапробність
Сапробність — здатність водних організмів жити у воді, яка містить різну кількість органічних речовин.
За ступенем органічного забруднення водоймища прийнято поділяти на полі-, мезо- та олігосапробні, а організми, що в них проживають, відповідно називати полі-, мезо- або олігосапробами.
Кожне з таких водоймищ має перелічені нижче ознаки.
- Полісапробні — у воді практично немає кисню; багато нерозкладених білкових речовин; значна кількість сірководню та вуглекислого газу.
- Мезосапробні — вода не містить нерозкладених білкових речовин; у ній дуже мало сірководню та вуглекислого газу, але досить помітна концентрація кисню; у воді присутні слабко окислені азотисті сполуки — аміак, аміно- та амідокислоти.
- Олігосапробні — вода не містить сірководню; у ній мало вуглекислого газу; кількість кисню наближається до нормальної; вкрай мало нерозкладених розчинених органічних речовин.

Також часто говорять про токсібність — здатність водних організмів жити у воді, яка містить різну кількість токсичних речовин.